# Ramon Grau i Gràcia
Ramon Grau i Gràcia (Xàtiva, 14 de setembre de 1936) és un polític català, diputat al Parlament de Catalunya en la IV Legislatura.
Establert a Tarragona, es graduà en arts aplicades a l'Escola de la Llotja. Fou president del Col·legi de Decoradors i vicepresident de Dirigents de Marketing de Tarragona. Fou conseller d'Urbanisme de l'ajuntament de Tarragona per Convergència i Unió de 1989 a 1995 i diputat per la província de Tarragona a les eleccions al Parlament de Catalunya de 1992. Ha estat vicepresident de la Comissió Parlamentària d'Estudi de la Revisió i l'Aplicació del Pla de Seguretat de les Químiques de Tarragona (Plaseqta).